# Силс, Марк
Марк Силс (англ. Marc Seales; род. 19 февраля 1963, Англия) — американский джазовый пианист.

## Биография
Марк Силс родом из Сиэтла. Известен своими композициями в жанре пост-боп. Силс принял участие в записи альбома Марка Мёрфи Song for the Geese, который в 1997 году был номинирован на получение «Грэмми» в категории «Лучший джазовый вокальный альбом». Также известен сотрудничеством с Доном Ланфере, Бенни Картером, Бобби Хатчерсоном и Артом Пеппером.
Силс основал собственную группу New Stories, с которой записал три альбома. Также играет в квартете Марка Силса, а также является частью ансамбля Milo Petersen & Jazz Disciples. Преподаёт историю джаза в Вашингтонском университете в Сиэтле.
Отрывок из композиции «Highway Blues» из одноимённого альбома был использован в качестве образца музыки в ОС Windows XP.

## Дискография
В группе New Stories
- Circled by Hounds (1995)
- Remember Why (1997)
- Speakin' Out (1999)
- Hope Is In the Air: The Music of Elmo Hope (2004)

Сольные работы
- A Time, A Place, A Journey [live] (Origin, 2004)